# NGC 1283
NGC 1283 é uma galáxia elíptica (E1) localizada na direcção da constelação de Perseus. Possui uma declinação de +41° 23' 55" e uma ascensão recta de 3 horas, 20 minutos e 15,5 segundos.
A galáxia NGC 1283 foi descoberta em 23 de Outubro de 1884 por Guillaume Bigourdan.